# Dinastia Flàvia
La dinastia Flàvia va ser la tercera dinastia de l'Imperi Romà fundada per l'emperador Vespasià que va governar de l'any 69 al 79, continuada amb els seus dos fills Titus (del 79 al 81) i Domicià (del 81 al 96).
Els Flavis van aconseguir el poder amb Vespasià, que va aprofitar la situació de crisi després de l'«any dels quatre emperadors», per a reconstruir l'autoritat de l'Imperi.
Després de la caiguda de Galba i més tard la d'Otó, Vitel·li va arribar al tron imperial durant l'any 69. La seva proclamació no va agradar a les legions estacionades a les províncies orientals, que van proclamar el seu comandant Vespasià com a nou emperador. La Segona batalla de Bedríacum, lliurada a Bedríacum va decantar la victòriade manera decisiva a favor de les forces de Vespasià, que van entrar a Roma el 20 de desembre. L'endemà, el Senat Romà el va declarar oficialment emperador, iniciant la dinastia Flàvia. La dinastia va durar poc, però durant el regnat dels Flavis van tenir lloc alguns fets històrics, econòmics i militars de gran significat.
Els Flavis van restablir l'ordre en les finances de l'Estat, esgotades per Neró i van aconseguir d'esborrar amb la pau el malson de les lluites internes. Vespasià es va mostrar molt eficient durant el seu regnat. Va aixafar la Gran Revolta Jueva, va omplir les arques de l'Estat i es van reparar les destrosses de la guerra civil. Sota aquesta dinastia es va erigir el Coliseu, probablement el monument antic més impressionant que ha sobreviscut fins avui. Des de l'inici del seu mandat, Vespasià va associar els seus dos fills Titus i Domicià al tron, amb els títols de Cèsar. Entre tots tres van monopolitzar els consolats, cosa que els permetia actuar amb la màxima llibertat. Va construir l'anomenat Forum Pacis, una gran plaça, separada del Fòrum d'August i del de Cèsar per la via de l'Argilet, que comunicava el Fòrum Romà amb la Subura.
Titus, després de la mort de Vespasià el 23 de juny de 79, va governar amb gran acceptació i Suetoni i altres historiadors contemporanis el van considerar un bon emperador. Va iniciar un programa de construcció d'edificis públics a Roma, i va completar la construcció del Coliseu l'any 80. Va alleujar amb grans recursos les destrosses provocades per dos desastres, l'erupció del Vesuvi del 79, i l'incendi de Roma del 80. Va reactivar la pràctica del culte imperial, va divinitzar el seu pare i iniciar la construcció del que més tard es convertiria en el temple de Vespasià, que va acabar Domicià. També va construir les anomenades Termes de Titus. Després de dos anys de regnat, Titus va morir inesperadament d'una febre el 13 de setembre de l'any 81, i va el senat romà el va divinitzar.
Domicià va ser declarat emperador per la Guàrdia Pretoriana l'endemà de la mort de Titus, iniciant un regnat que va durar més de quinze anys. Va ampliar les defenses de les fronteres de l'Imperi i va iniciar un programa de construcció massiva per restaurar la ciutat de Roma. En honor del seu pare i del seu germà va construir l'Arc de Titus, al sud-oest del Forum. A Britànnia, Gneu Juli Agrícola va expandir l'Imperi Romà fins a l'actual Escòcia, però a Dàcia, l'emperador no va poder aconseguir una victòria decisiva en la guerra contra els dacis. El 18 de setembre de l'any 96, Domicià va ser assassinat per funcionaris de la cort, i amb ell es va acabar la dinastia Flàvia. El mateix dia, el va succeir el seu amic i conseller Nerva, que va fundar la dinastia Antonina, de llarga durada. La memòria de Domicià va ser condemnada a l'oblit (Damnatio memoriae) pel Senat romà, amb qui va mantenir una relació difícil durant tot el seu regnat. Alguns autors favorables al senat, com Tàcit, Plini el Jove i Suetoni van contribuir amb les seves històries a formar la imatge d'un Domicià tirànic, cruel i paranoic. La història moderna ha rebutjat aquests punts de vista.